# Isselbach

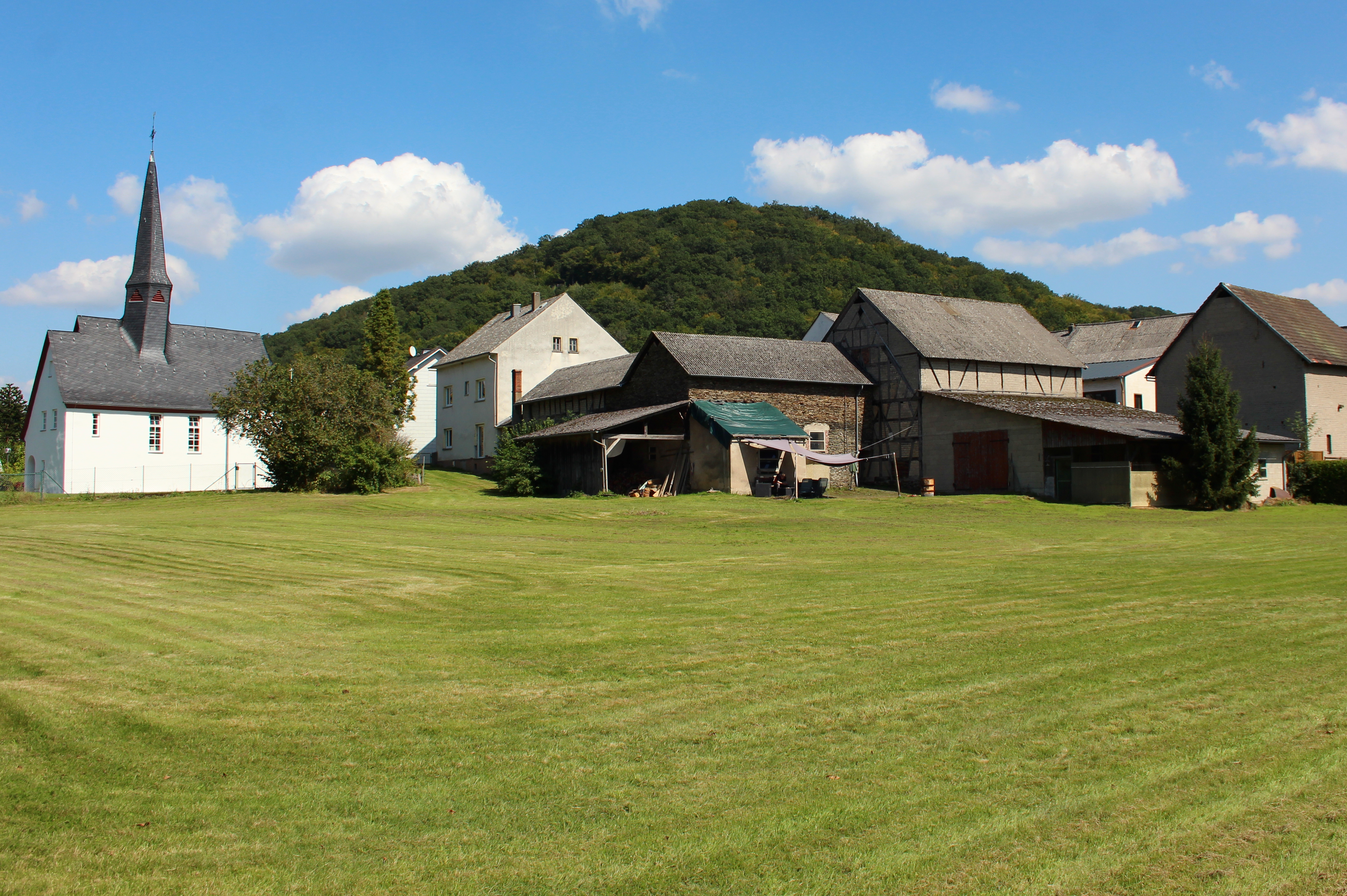
Ansicht von Isselbach

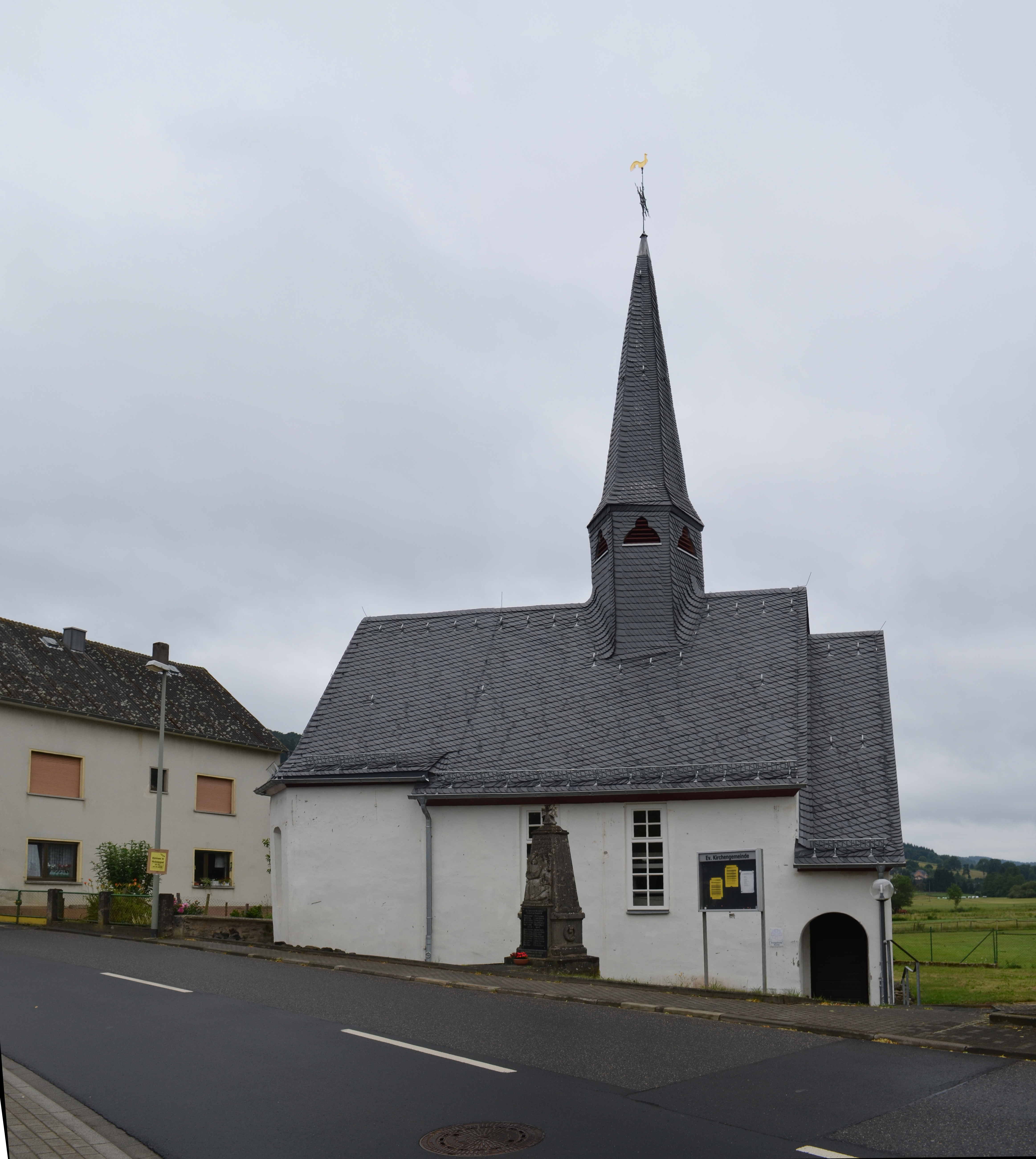
Kirche

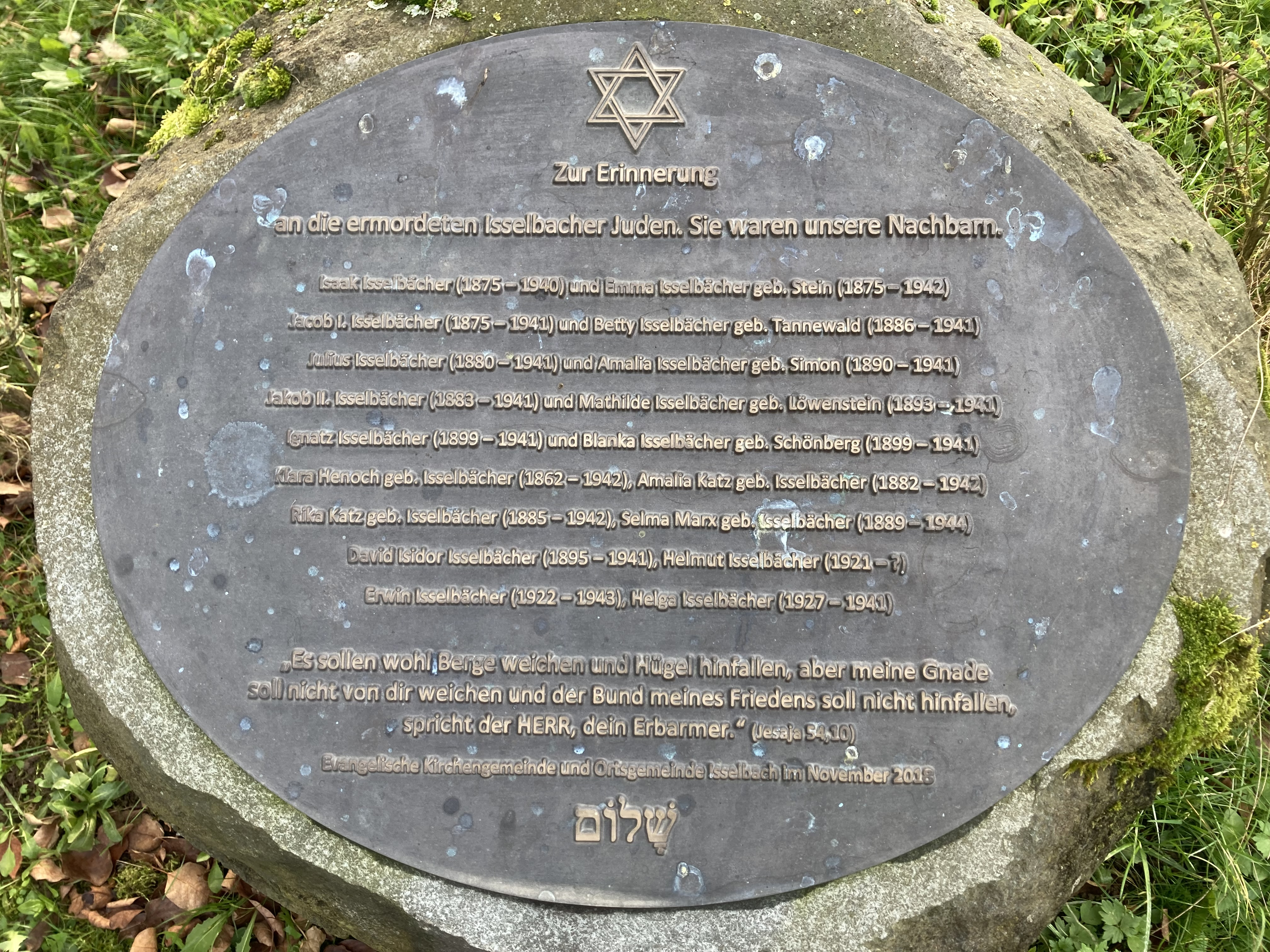
Gedenkplakette für die 18 ermordeten Juden

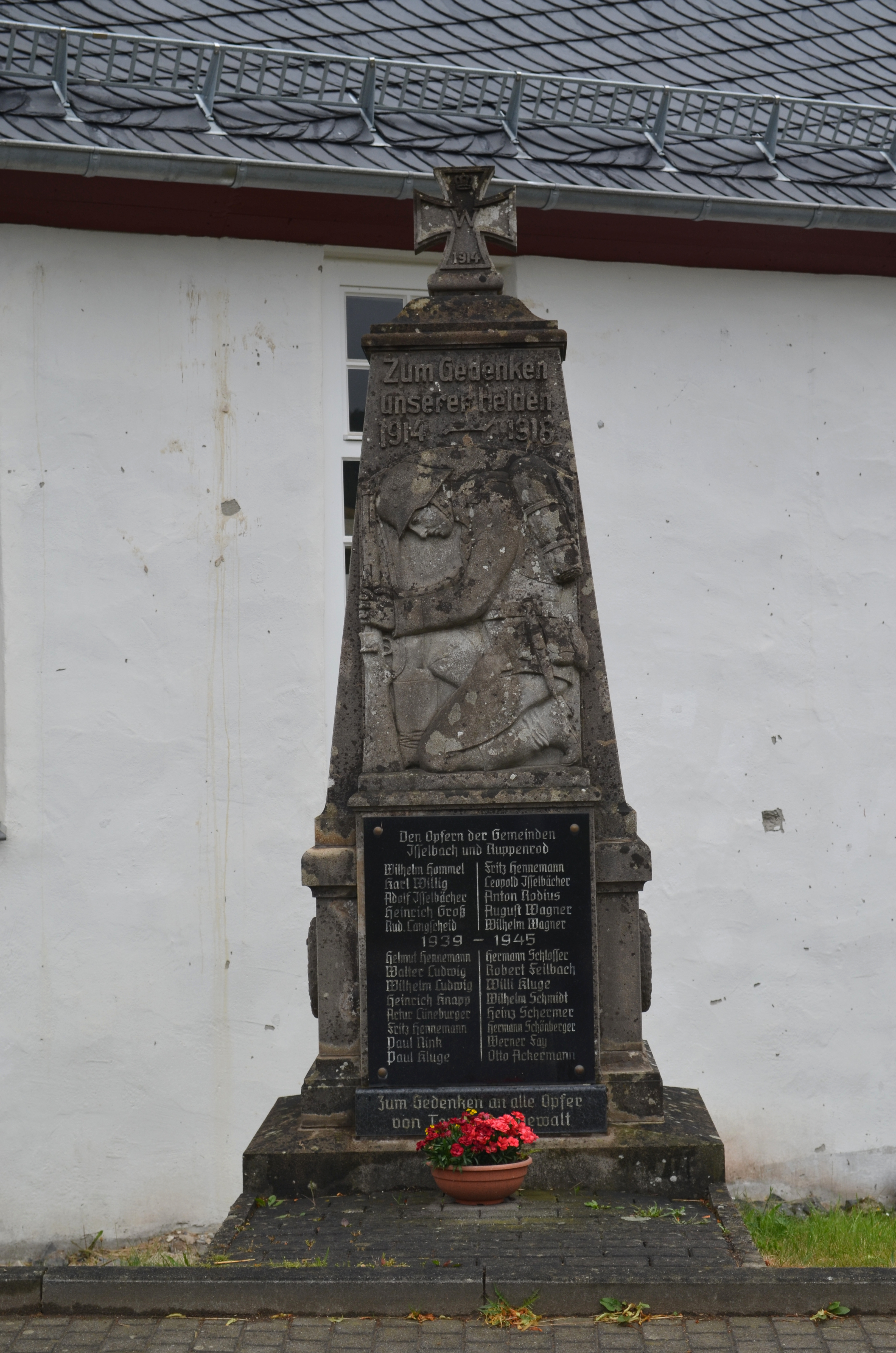
Kriegerdenkmal

Isselbach ist eine Ortsgemeinde im rheinland-pfälzischen Rhein-Lahn-Kreis. Sie gehört der Verbandsgemeinde Diez an.

## Geographie

### Geographische Lage
Die Ortsgemeinde Isselbach gehört zum Naturpark Nassau im Westerwald und zur Esterau. Durch Isselbach fließt der Gelbach, das Gemeindegebiet wird vom gleichnamigen Bach Isselbach durchflossen. Die Ortsgemeinde liegt neun Kilometer westlich von Diez, elf Kilometer westlich von Limburg an der Lahn und sechs Kilometer südöstlich von Montabaur.

### Gemeindegliederung
Die Ortsgemeinde Isselbach besteht aus den Ortsteilen Isselbach, Giershausen und Ruppenrod.

## Geschichte
Eine Vogtei Isselbach wurde 1355 erwähnt. Der Name Isselbach geht auf die ortsansässige Adelsfamilie von Usselbach zurück.
Die Kapelle im spätgotisch-frühbarocken Stil wurde wahrscheinlich in der Zeit um 1500 erbaut. Derselben Zeit entstammte eine der Glocken. Diese wurde während des Ersten Weltkriegs für die Waffenproduktion eingeschmolzen.
Nordöstlich des heutigen Isselbachs lag das vermutlich infolge von Zerstörungen im Dreißigjährigen Krieg wüst gefallene Oberisselbach, das um 1573 nachweislich noch existierte. Das heutige Isselbach geht auf die damalige Ortschaft Unterisselbach zurück.
Im Jahre 1643 kam Isselbach durch einen Kauf des Grafen Peter Melander von Holzappel zum Herrschaftsbereich von Esten (heute Holzappel), aus der 1656 die Grafschaft Holzappel-Schaumburg wurde. Durch diesen Wechsel der Herrschaft wurde die Bevölkerung Isselbachs protestantisch. 1795 vorübergehend französisch besetzt, war der Ort ab 1806 Teil des Herzogtums Nassau, das 1866 von Preußen annektiert wurde. Seit 1946 ist der Ort Teil des Landes Rheinland-Pfalz.
Nachweislich seit 1718 gab es eine Schule in Isselbach. 1824 wurde ein neues Schulgebäude im nassauischen klassizistischen Stil errichtet, in der bis 1969 unterrichtet wurde. Zum Einzugsgebiet dieser sogenannten „Neuen Volksschule“ gehörten auch die Ortschaften Giershausen und Ruppenrod. Das Gebäude steht heute unter Denkmalschutz. Seit 1969 gehört Isselbach zum Einzugsgebiet der Grund- und Hauptschule Esterauschule in Holzappel.

### Religion
Isselbach ist der römisch-katholischen Gemeinde St. Bonifatius in Holzappel zugeordnet und gehört mit ihr zum Pastoralen Raum Diez, welcher selbst wiederum dem Bezirk Limburg im Bistum Limburg eingegliedert ist.
Auf evangelischer Seite ist der Ort der Kirchengemeinde Eppenrod im Dekanat Nassauer Land in der Propstei Rheinhessen-Nassauer Land der Evangelischen Kirche in Hessen und Nassau (EKHN) zugehörig.
Noch 1905 gehörten von damals insgesamt circa 200 Einwohnern 37 zur jüdischen Gemeinde. Eine 2018 vor der evangelischen Kirche angebrachte Gedenkplakette erinnert an die 18 im Holocaust ermordeten Juden.

### Eingemeindungen
Am 31. Dezember 1972 schlossen sich die Gemeinden Isselbach, Giershausen und Ruppenrod zusammen.

### Einwohnerentwicklung
1843 hatte Isselbach 192 Einwohner, 1910 waren es 199 Einwohner, 1933 waren es 179 Einwohner und 1964 waren es 196 Einwohner.

## Politik

### Gemeinderat
Der Gemeinderat in Isselbach besteht aus acht Ratsmitgliedern, die bei der Kommunalwahl am 9. Juni 2024 in einer Mehrheitswahl gewählt wurden, und dem ehrenamtlichen Ortsbürgermeister als Vorsitzendem.

### Bürgermeister
Ortsbürgermeister von Isselbach ist Ulrich Jürgens. Bei der Direktwahl am 9. Juni 2024 wurde er mit einem Stimmenanteil von 73,5 % wiedergewählt.

### Wappen
Das damaszierte Gemeindewappen wurde 1973 amtlich eingeführt und geht auf das Familienwappen der Adelsfamilie von Usselbach zurück. Das erste nachgewiesene Siegel Isselbachs stammt von 1816, die Blasonierung lautet: „In Gold ein blauer Bach, darin drei linkshin schwimmende silberne Fische.“ Die Farben des Wappens gehen auf das Haus Nassau zurück.

## Verkehr
Isselbach liegt an den Landesstraßen L 313 und L 325 sowie an der Kreisstraße K 163 Nentershausen–Isselbach. Die nächstgelegene Autobahnanschlussstelle ist Diez an der A 3. Isselbach ist mit der Buslinie 540 des Verkehrsverbundes Rhein-Mosel an den öffentlichen Personennahverkehr angebunden. Die nächstgelegenen ICE-Fernbahnhöfe sind der Bahnhof Montabaur und der Bahnhof Limburg Süd.